# 名取市立閖上小中学校
名取市立閖上小中学校（なとりしりつ ゆりあげしょうちゅうがっこう）は宮城県名取市にある公立の義務教育学校。

## 概要
- 元々閖上地区には、小学校と中学校は校舎が独立していたが、2011年（平成23年）3月11日午後に発生した東日本大震災とそれに伴う津波により、校舎が大きな被害を受け、内陸部に設置した仮設校舎で授業を続けていたが、2018年（平成30年）度に、小中一貫の義務教育学校として設立された学校である。
- 本校は、「4・3・2制」[2]を採る。

## 沿革
- 2017年（平成29年）
  - 10月29日 - 入学説明会を実施。
  - 11月25日 - 校舎の工事現場見学会を実施。
- 2018年（平成30年）
  - 2月15日 - 開校に伴う保護者説明会を実施。
  - 4月1日 - 開校。
  - 4月7日 - 開校式挙行。式終了後、内覧会（自由見学会）を実施。
- 2019年（平成31年）
  - 3月8日  - 第1回卒業式挙行。
  - 3月22日 - 最初の修了式挙行。
- 2021年（令和3年）5月1日 - 住居表示整理実施により、住所が、大字閖上字佛文寺27番地W-36-1街区1画地から閖上西1丁目25番地に変更[3]。

## 学区
- 名取市東部の広範囲。詳細は、こちらのサイトを参照せよ。

## 周辺
- 宮城県道129号閖上港線

## アクセス
- 名取市コミュニティバス『なとりん号』東部閖上循環線（右回り・左回り）「閖上小中学校前」バス停下車後、徒歩約170m・約3分。
- JR東日本東北本線・仙台空港鉄道仙台空港線名取駅から、
  - 上述の『なとりん号』で、「閖上小中学校前」バス停下車。
  - 車で約5km・約9分。
- 仙台空港鉄道仙台空港線美田園駅から、車で約3.8km・約7分。
- 仙台東部道路名取ICから、車で約680m・約1分。
- 仙台空港から、
  - 車で、一般道経由の場合、約10km・約20分。
  - 車で、仙台東部道路経由の場合、約14km・約15分（規制状況により所要時間が変わる）。
  - 上述の仙台空港鉄道仙台空港線で、名取駅まで電車で移動し、名取駅から『なとりん号』に乗り換えて、「閖上小中学校前」バス停下車。